# هاني الناظر
هاني محمد عز الدين الناظر (26 ديسمبر 1950 - 22 فبراير 2024) الرئيس الأسبق للمركز القومي للبحوث المصري وعضو بالمجمع العلمي المصري ورئيس مجلس إدارة المؤسسة المصرية لتبسيط العلوم وأستاذ باحث بقسم الأمراض الجلدية بالمركز القومي للبحوث.
حصل على بكالوريوس العلوم الزراعية من جامعة القاهرة عام 1972، وبعدها التحق بكلية الطب وحصل على بكالوريوس الطب والجراحة جامعة عين شمس عام 1981 ثم ماجستير النباتات الطبية جامعة القاهرة 1979، ثم دكتوراة النباتات الطبية جامعة القاهرة 1985، وماجستير الأمراض الجلدية والتناسلية جامعة عين شمس 1987، وأصبح مساعدا باحثا بقسم علم الأدوية بالمركز القومي للبحوث في أبريل 1976، أصبح رئيسا للمركز القومي للبحوث في 2001 حتى 2008، ثم تولى رئاسة لجنة ربط الأبحاث بالصناعة التي استُحدثت بالمركز القومي للبحوث.
شارك في حرب أكتوبر عام 1973، وفي عام 1993 نجح في إطلاق مشروع في سفاجا بالبحر الأحمر ونجح في اكتشاف ولأول مرة طريقة جديدة آمنة وفعالة لعلاج مرض الصدفية وقد أدى نجاح هذا المشروع إلى تحويل منطقة البحر الأحمر لمنطقة عالمية للاستشفاء الصحي، وحصل على جائزة التفوق العلمي في العلوم الطبية سنة 1994 ودرع أكاديمية البحث العلمي وجائزة التقدير العلمي من المركز القومى للبحوث سنة 2009، وتوفي في فبراير 2024 بعد صراع مع سرطان لمفوما بيركت.

## حياته الشخصيه
ولد في 26 ديسمبر عام 1950، وتمتد جذوره إلى عائلة أبو دومة الشهيرة في مدينة طما بمحافظة سوهاج. بحسب تصريح قديم له أنه نصف درجة حرمته من دخول كلية الطب، فالتحق بكلية الزراعة في جامعة القاهرة وحصل على درجة بكالوريوس العلوم الزراعية عام 1972، ولكنه لاحقاً التحق بكلية الطب بجامعة عين شمس وتخرج منها عام 1981 واستكمل الدكتور هاني الناظر الدراسات العليا في النباتات الطبية بالتوازي مع دراسته في الطب.
بعد تخرجه التحق بالجيش وشارك في حرب أكتوبر 1973، وبعدها أصبح مساعدا باحثا بقسم علم الأدوية بالمركز القومي للبحوث في أبريل 1976 وحصل بعدها على ماجستير النباتات الطبية جامعة القاهرة 1979، ثم دكتوراة النباتات الطبية جامعة القاهرة 1985، وماجستير الأمراض الجلدية والتناسلية جامعة عين شمس 1987، ونال درجة الزمالة من الكلية الملكية البريطانية للأطباء 2006.

## أعماله
انتُخب عضوا بالمجمع العلمي المصري سنة 2006، وفي عام 2001 عُيِّن رئيساً للمركز القومي للبحوث حتى 2008، تولى رئاسة لجنة ربط الأبحاث بالصناعة التي استُحدثت بالمركز القومي للبحوث بهدف توطين التكنولوجيا في مصر لخدمة الصناعة في تلك المجالات وإنتاج منتجات مصرية.
في السنوات الأخيرة أصبح طبيب الجلدية الأشهر على محركات البحث، وظهر ضيفًا على العديد من شاشات الفضائيات للتحدث عن أمور تخص الطب والأمراض الجلدية، وأشتهر أيضاً بحبه الشديد للعمل الإنساني حيث كان يفتح عيادته لعدد من الحالات أصحابها غير قادرين على دفع نفقات العلاج.

## جوائز وتكريم
في عام 1994 حصل على جائزة التفوق العلمي في العلوم الطبية 1994 عن نجاح مشروع سفاجا (البحر الأحمر) لعلاج الصدفية والذي بدأ عام 1993 حيث نجح في اكتشاف ولأول مرة طريقة جديدة آمنة وفعالة لعلاج مرض الصدفية وقد أدى نجاح هذا المشروع إلى تحويل منطقة البحر الأحمر لمنطقة عالمية للاستشفاء الصحي.
حصل على شهادة تقدير من الجمعية الطبية الكويتية في نوفمبر 1996 عن إسهاماته العلمية وأبحاثه في مجال علاج الأمراض الجلدية على مستوى العالم العربي ثم شهادة تقدير من رابطة أطباء الجلد لدول مجلس التعاون الخليجي 1997 حيث توصل من خلال أبحاثه العلمية إلى اكتشاف طريقة جديدة وفعالة لعلاج مرض البهاق الجلدي وقام بعرض نتائج هذا البحث خلال المؤتمر الدولي الرابع لدول مجلس التعاون الخليجي الذي عقد في دولة الكويت في مارس 1997 والذي شهده كبار علماء الأمراض الجلدية من مختلف أنحاء العالم ومنذ ذلك التاريخ بدأ التطبيق العملي لهذا الأسلوب العلاجي الجديد بنجاح كبير.
في عام 1998 حصل على شهادة تقدير من المؤتمر الأوروبي الأول لطب المسافرين والذي عقد تحت رعاية منظمة الصحة العالمية، وشهادة تقدير ودرع نقابة الأطباء في العيد الرابع والعشرين ليوم الطبيب المصري عام 2002 وتكريم ودرع كلية الدفاع الوطني 2002 وتكريم ودرع أكاديمية ناصر العسكرية العليا 2002. ثم تكريم ودرع جامعة عين شمس خلال انعقاد المؤتمر الطبي الدولي السنوي السادس والعشرين-كلية الطب جامعة عين شمس 2003، ودرع جامعة القاهرة في احتفال الجامعة بعيد العلم الثالث 2003 ودرع مدينة مبارك للأبحاث العلمية والتطبيقات التكنولوجية في احتفال المدينة بالعيد الثاني 2002 وتكريم ودرع جامعة عين شمس خلال احتفال الجامعة بعيد العلم 2004 وتكريم ودرع كلية الطب القصر العيني- جامعة القاهرة خلال انعقاد مؤتمر سلوكيات وقوانين مهنة الطب في ظل جودة التعليم الطبي 2005.
حصل على جائزة التقدير العلمى المركز القومى للبحوث 2009، حصل على جائزة العام من رابطة العلماء المصريين بأمريكا وكندا 2008 وذلك تقديرا لمجهوداته في الربط مع العلماء المهاجرين والاستفادة منهم، وتلقَّى درع أكاديمية البحث العلمي خلال الاحتفالية بعيد العلم 2007 وتكريم ودرع جامعة المنوفية خلال الاحتفالية بعيد العلم. تلقى أيضا تقديرا من الكلية الملكية البريطانية للأطباء بمنحه درجة الزمالة سنة 2006 ضمن 12 شخصية على مستوى العالم وذلك تقديرا لمجهوداته في تطوير أسلوب إدارة مؤسسات البحث العلمي والنهوض بالعملية البحثية بالمركز القومي للبحوث كذلك تقديرا لأبحاثه الطبية المتميزة ذات الطابع التطبيقي الذي يخدم القضايا الصحية المختلفة خاصة في علاج الأمراض الجلدية المستعصية.

## وفاته
في عام 2020 عانى من الإصابة بمرض فيروس كورونا 2019 وظل يعاني مع الوعكة الصحية لفترة طويلة، حتى أعلن نجله معاناة والده مع خلايا سرطانية خبيثة (لمفوما بيركت) منذ أكتوبر 2023. توفي يوم الخميس 12 شعبان 1445 هـ الموافق 22 فبراير 2024 عن عمر ناهز الثالثة والسبعين، وشيعت الجنازة من المجمع الإسلامي بمدينة الشيخ زايد بالسادس من أكتوبر بمحافظة الجيزة.